# ديفيد راش (لاعب كرة قدم)
ديفيد راش (بالإنجليزية: David Rush)‏ هو مدرب كرة قدم ولاعب كرة قدم بريطاني في مركز الهجوم، ولد في 15 مايو 1971 في سندرلاند في المملكة المتحدة. لعب مع أكسفورد يونايتد وكامبريدج يونايتد ونادي بيتربورو يونايتد ونادي سندرلاند ونادي هارتلبول يونايتد ونادي يورك سيتي ونوتس كاونتي.

## وصلات خارجية
- ديفيد راش (لاعب كرة قدم) على موقع قاعدة بيانات كرة القدم.إي يو (الإنجليزية)
- ديفيد راش (لاعب كرة قدم) على موقع Soccerbase.com (لاعب) (الإنجليزية)